# Janaya Stephens
Janaya Stephens (née le 17 mars 1974) est une actrice canadienne.

## Biographie
Elle est née en Ontario. Elle étudie à l'high school au district de Strathroy puis au 'Strathroy District Collegiate Institute'. Elle pratique le Football et au Basketball. Elle étudie à l'Université Laurentienne, section art dramatique et anglais. À l'université, elle débute dans une série télévision Romeo et Juliette.

## Filmographie
- 2000 : Lexx : Peach
- 2000 : Sydney Fox, l'aventurière (Relic Hunter)
- 2001 : Left Behind: The Movie (en)
- 2001 : Inside the Osmonds (TV)
- 2002 : Left Behind II: Tribulation Force
- 2002 : Twice in a Lifetime
- 2004 : Sue Thomas, l'œil du FBI (série) : Dodger
- 2004 : La Frontière de l'infidélité (Suburban Madness) : Cassie Basha
- 2005 : Left Behind: World at War : Chloe Steele
- 2008 : Course à la mort (Death Race) :  Suzy
- 2008-2012 : Flashpoint (série) : Sophie Lane (16 épisodes)
- 2008 : Paradise Falls : Kirsten (12 épisodes)
- 2014 : Hemlock Grove : Michelle (1 épisode)
- 2015 : Saving Hope : Shona (1 épisode)
- depuis 2015 : Quantico : Amanda (4 épisodes)
- 2019 : Virgin Secrets (Strange but True) de Rowan Athale :